# Зимний путь (фильм)
«Зи́мний путь» — российский фильм-драма 2013 года, кинодебют режиссёров Сергея Тарамаева и Любови Львовой.

## Сюжет
Студент консерватории Эрик готовится к конкурсу вокалистов, репетируя песенный цикл Шуберта «Зимний путь». Он случайно знакомится с бездомным парнем Лёхой. И хотя эти люди из совершенно разных социальных кругов, Эрик, будучи геем, влюбляется в Лёху. Непростые отношения ведут их к трагической развязке.

## История создания
Режиссёры фильма Сергей Тарамаев и Любовь Львова — актёры театра Фоменко. Ради создания фильма они ушли из актёрской профессии на несколько лет и целиком посвятили себя проекту. 
Первоначальным импульсом к созданию фильма стало, по словам авторов, интервью с Эриком Курмангалиевым, услышанное в машине по радио; удивление, что всемирно известный певец, обладатель уникального голоса, так жестоко мается от душевного неустройства. Но они решили снимать не биографическую картину. От Эрика Курмангалиева герою фильма достались лишь имя, профессия, сексуальная ориентация и восточный разрез глаз. В фильме Эрик — не контр-тенор, а бас-баритон и не признанный маэстро, а студент консерватории, готовящийся к первому в своей жизни конкурсу. Другой герой, Лёха, — гопник, провинциал, шатающийся без дела по Москве.
«Оба они — романтические герои, которым нет места в современном мире, — считает режиссёр Львова. — Мы снимали картину о тотальной невозможности, которая окружает. Наш герой, а его образ складывался из судеб и черт дорогих и интересных для нас личностей, идёт своей дорогой, но люди его не принимают, он для них — изгой».
Фильм снимался без государственной поддержки. «Зимний путь» стал дебютом также и для продюсеров. Оператором выступил опытный Михаил Кричман, снимавший до этого все фильмы Андрея Звягинцева.

## В ролях
- Алексей Франдетти — Эрик, студент консерватории
- Евгений Ткачук — Лёха, бродяга
- Владимир Мишуков — Паша, работник «Скорой помощи»
- Дмитрий Мухамадеев — Валера, анестезиолог
- Андрей Цымбалов — актёр травести шоу
- Александр Алексеевский — преподаватель
- Игорь Войнаровский — Василий Игнатов
- Валерий Ткачук — полицейский в отделении
- Сергей Дорофеев — Иван Сергеевич, отчим Эрика
- Наталья Павленкова — мама Эрика
- Томас Моцкус — лейтенант наркоман
- Дмитрий Ратомский — мужчина с собачкой
- Мария Биорк — девушка с собачкой
- Егор Корешков — Боря актёр
- Михаил Крылов — Митя
- Татьяна Львова — мама Паши
- Сергей Тарамаев — Слава, наставник Эрика

## Прокатная судьба
Фильм стал одним из самых ожидаемых на кинофестивале «Окно в Европу» и был высоко оценён критиками и получил две награды, став негласным лидером фестиваля. Однако затрагиваемая фильмом тема однополой любви привела к скандалу.
Министерство культуры усмотрело в нём «пропаганду гомосексуализма» и лишило его прокатного удостоверения, однако вскоре изменило своё решение. В последний момент картину сняли с проката петербургский киноцентр «Родина» и Киноцентр в Москве.
Всего фильм посмотрели 2647 зрителей, кассовые сборы на 31 декабря 2014 года составили 582 441 рубль (чуть больше 15 тыс. долларов). Это четвёртый худший результат 2014 года в российском кино («Небо падших» посмотрели 226 зрителей, «Роман с кокаином» 1,3 тыс., «Тётушки» — 1,4 тыс.).

## Мнения и оценки
«Чистый, трогательный, пронзительный», «русское отражение ключевого образа поэтического цикла Вильгельма Мюллера, положенного на музыку Шуберта», «тонкая история в лучших традициях европейского кинематографа», «выдающаяся работа Михаила Кричмана», «завораживающе стильный, нереальный, будто увлекательное сновидение», «лучшее, что произошло с российским кинематографом за последние несколько лет», — перечисляет оценки кинокритиков Андрей Плахов. Он высоко оценил «чувство пластики и ритма» актёров, «не просто разыгравших, а словно вылепивших свои роли из чистых эмоций». С точки зрения Плахова, Ткачук «в роли страдающего гопника… в некоторых сценах напоминает, и не только внешне, Хельмута Бергера, чей образцовый аристократизм Лукино Висконти аккумулировал из фактуры простолюдина».

…в «Зимнем пути», среди угрюмых романтических конструкций, начинают оживать настоящие человеческие чувства. Например, робость. Сложно вспомнить, чтобы в российском кино последних лет кто-то вот так вот запросто взял и снял очевидную робость влюбленных, воссоздал наэлектризованность только-только зародившегося чувства, от которой колошматит не только задействованных лиц, но и просто случайных очевидцев.
— Полина Рыжова, «Сеанс» № 1 2014

## Награды
- Кинофестиваль «Окно в Европу» 2013[19]:
  - Специальный приз жюри «За лучшую актёрскую работу» — Евгений Ткачук
  - Приз Гильдии киноведов и кинокритиков России — Сергей Тарамаев, Любовь Львова
- 11-й Московский фестиваль отечественного кино «Московская премьера», конкурс «Арт-линия»[20] — Приз жюри киноклубов
- 7-й фестиваль российского кино в Лондоне — Главный приз «Лондонский лев»[21]. В комментарии жюри сказано: «Фильм не только роскошно снят. Это полное драмы и атмосферы исследование человеческих характеров, в котором соединились мощь актёрской игры и богатый кинематографический язык». Председатель жюри Йос Стеллинг добавил: «Это настоящее кино — делающее невидимое видимым, с мощным столкновением противоположностей. Этот фильм тронул мое сердце. Тема гомосексуализма в фильме совершенно не играла для меня никакой роли (даже метафизически). Для меня этот фильм приближается к шедевру исключительно благодаря его кинематографическим качествам»[22].
- 7-й фестиваль «Спутник над Польшей», Варшава — почётный приз «за попытку преодолеть табу, рассказывая о России»[23].
- XIX Международный фестиваль фильмов о правах человека «Сталкер» — приз «Сталкер» за лучший игровой фильм[24].
- Премия «Белый слон» Гильдии киноведов и кинокритиков России[25]:
  - премия за лучший дебют — фильму «Зимний путь», реж. Сергей Тарамаев и Любовь Львова
  - премия за лучшую мужскую роль второго плана — Евгению Ткачуку
- Номинация на премию «Ника» за лучшую мужскую роль (Евгений Ткачук).
- 15-й фестиваль европейского кино в Лечче (Италия) — приз за лучшую операторскую работу (Михаил Кричман)[26].